# 다니엘 오쇼네시
다니엘 마이클 오쇼네시(핀란드어: Daniel Michael O'Shaughnessy, 1994년 9월 14일 ~ )는 핀란드의 축구 선수로, 베이카우스리가 클럽 HJK와 핀란드 국가대표팀에서 수비수로 활약하고 있다.
오쇼네시는 홍카, HJK, 메스에서 유소년 시스템에서 선수 생활을 시작했으며, 잉글랜드 클럽 브레인트리 타운과 첼트넘 타운에서도 선수 생활을 했다. HJK에서 두 번째 선수 생활을 하는 동안 베이카우스리가에서 세 번의 우승을 차지하며 두각을 나타낸 그는 2022년 독일 클럽 카를스루어로 이적했다. 경력을 위협하는 고관절 부상으로 2+1⁄2년의 선수 생활이 중단된 오쇼네시는 2024년에 HJK로 복귀했다.

## 어린 시절
오쇼네시는 1994년 9월 14일, 리히매키에서 핀란드인 어머니와 아일랜드인 아버지 (골웨이 출신 화가 로버트)의 아들로 태어났다. 그는 핀란드-아일랜드 이중 국적을 보유하고 있다. 그의 형 파트리크도 프로 축구 선수이다.

## 구단 경력

### 메스 B
프리미어리그 클럽 리버풀, 맨체스터 유나이티드, 선덜랜드, 스코티시 프리미어리그 클럽 셀틱에서 시련을 겪은 오쇼네시는 2012년 1월 초 프랑스 리그 2 클럽 메스로 2+1⁄2년 계약을 체결했다. 그는 클럽의 리저브 팀에서 40경기에 출전해 1골을 넣었고, 2013-14년 시즌 샹피오나 나시오날 3 그룹 C 우승에 기여했다. 오쇼네시는 2013-14년 시즌이 끝난 후, 1군 선수단 소집을 받지 못한 채 메스를 떠났다.

### 첼트넘 타운
2016년 7월 12일, 오쇼네시는 EFL 리그 투의 신예 첼트넘 타운과 1년 계약을 체결했다. 첼트넘 타운은 리그가 아닌 축구로 강등되는 것을 간신히 피했던 2016-17년 시즌 동안 그는 36경기에 출전해 4골을 넣었다. 오쇼네시는 2017년 6월에 새로운 1년 계약을 체결했지만, 2017-18년 시즌 전반기 동안 수비 서열에서 밀려나 2018년 1월 2일에 팀을 떠났다. 오쇼네시는 와든 로드에서 18개월 동안 49경기에 출전해 4골을 넣었다.

### HJK
2018년 1월 2일, 오쇼네시는 핀란드로 돌아와 베이카우스리가 챔피언인 HJK와 2년 계약을 맺고 1년 더 계약을 맺었다. 무릎 부상으로 2018년 시즌 마지막 3개월을 결장했지만, 오쇼네시는 24경기에 출전해 3골을 넣었고, 결장한 HJK는 베이카우스리가 챔피언에 올랐다. 오쇼네시는 2019년 시즌 동안 거의 출전하지 못했고 31경기에 출전해 3골을 넣으며 캠페인을 마무리했다.
오쇼네시는 국가대표로 뛰는 중, 2019년 10월에 2년 계약을 새로 체결하고, HJK의 2020년 시즌 더블 우승 기간 동안 28경기에 출전했다. 오쇼네시는 2021년 시즌 동안 35경기에 출전해 1골을 넣으며 팀의 베이카우스리가 챔피언십 우승을 차지했다. 2021년은 볼트 아레나에서 열린 오쇼네시의 마지막 시즌으로 118경기에 출전해 9골을 넣으며 클럽에서의 첫 시즌을 마감했다. 오쇼네시는 클럽에서의 마지막 두 시즌 동안 각각 올해의 베이카우스리가 수비수로 선정되어 올해의 베이카우스리가 팀에 합류했다.

## 국가대표팀 경력
오쇼네시는 U-15부터 U-21까지 모든 연령대의 핀란드를 대표했다. 그는 2015년 6월 9일, 에스토니아와의 친선 경기에서 성인 국가대표팀에 데뷔했지만 2-0으로 패배하는 동안 교체 선수로 사용되지 않았다. 오쇼네시는 2016년 1월 10일, 아부다비에서 열린 스웨덴과의 친선 경기에서 빌 할라스토와 교체되어 국가대표 데뷔 전을 치렀다. 3일 후 아이슬란드와의 경기에서 첫 선발 출전해 90분 내내 1-0으로 패했다.
성인 국가대표팀에 처음 소집된 지 2년 만인 2018년 1월 11일, 오쇼네시는 요르단과의 친선 경기에서 후반 교체 투입되어 세 번째 캡을 획득했다. 오쇼네시는 2020년 9월 3일, 웨일스와의 2020-21년 UEFA 네이션스리그 B에서 선발 출전하며 첫 출전 캡을 획득했지만 1-0으로 패배했다. 오쇼네시는 UEFA 유로 2020에서 핀란드 국가대표팀에 이름을 올렸으며, 이번 대표팀에는 유일한 국내파 선수로 선발되었다. 오쇼네시는 팀이 탈락하기 전 핀란드의 조별 리그 3경기에 각각 선발 출전했다. 2021년 11월 13일, 보스니아 헤르체고비나와의 2022년 FIFA 월드컵 예선 전 승리에서 핀란드 국가대표팀 첫 골을 넣었다.